# St. Johannis (Schobdach)

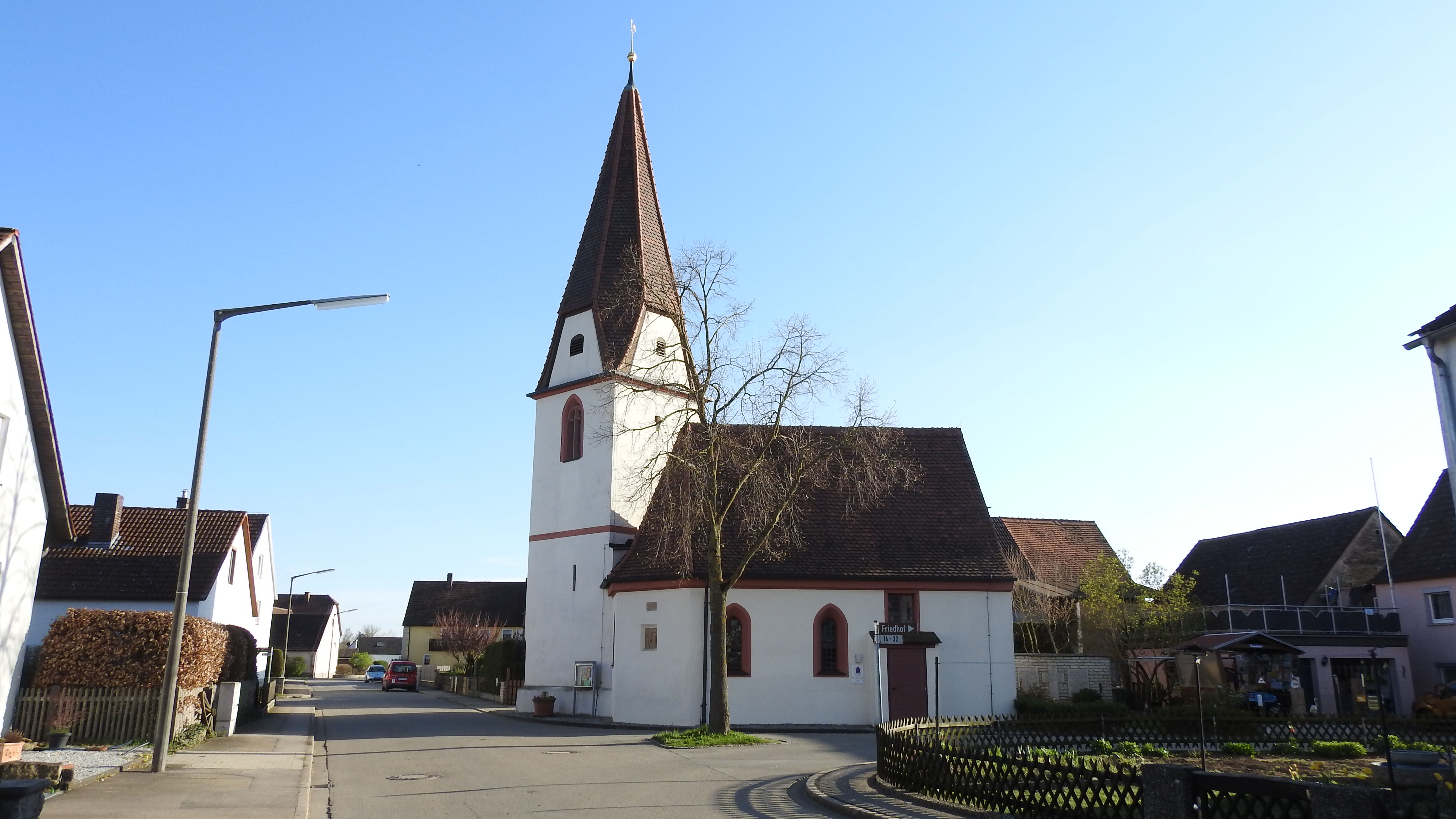
St. Johannis (Schobdach)

Die denkmalgeschützte, evangelisch-lutherische Filialkirche St. Johannis, eine ehemalige Wallfahrtskirche steht in Schobdach, einem Gemeindeteil der Stadt Wassertrüdingen im Landkreis Ansbach (Mittelfranken, Bayern). Die Kirche ist unter der Denkmalnummer D-5-71-214-106 als Baudenkmal in der Bayerischen Denkmalliste eingetragen. Die Kirchengemeinde gehört zum Dekanat Wassertrüdingen im Kirchenkreis Ansbach-Würzburg der Evangelisch-Lutherischen Kirche in Bayern.

## Beschreibung
Die ehemalige Vierzehn-Nothelfer-Kirche wurde 1494 gebaut. Die Saalkirche besteht aus einem Langhaus und einem dreiseitig geschlossenen Chor im Osten und einem Chorflankenturm an der südlichen Schräge des Chors, der mit einem achtseitigen, spitzen Helm bedeckt ist. Die Orgel mit 4 Registern, einem Manual und einem angehängten Pedal wurde 1986 von der Hey Orgelbau gebaut.